# Елизабет (Западна Вирџинија)
Елизабет (енгл. Elizabeth) град је у америчкој савезној држави Западна Вирџинија.

## Демографија
По попису из 2010. године број становника је 823, што је 171 (-17,2%) становника мање него 2000. године.
| Група             | 2000.       | 2010.       |
| Белци             | 986 (99,2%) | 808 (98,2%) |
| Афроамериканци    | 1 (0,1%)    | 0 (0,0%)    |
| Азијати           | 0 (0,0%)    | 6 (0,7%)    |
| Хиспаноамериканци | 0 (0,0%)    | 2 (0,2%)    |
| Укупно            | 994         | 823         |